# Johann Georg Hegel
Johann Georg Hegel (* 2. November 1615 in Würtingen; † 29. Juli 1680 in Eningen) war ein lutherischer Pfarrer und einflussreichster Stammvater der zur württembergischen Ehrbarkeit zählenden Familie Hegel.

## Leben
Johann Georg Hegel wurde als Sohn des Pfarrers Johannes Hegel (* 1576 in Großbottwar; † 1641 in Eningen) und dessen Ehefrau Christina geborene Hoffmann (* 1578 in Urach; † 1635 in Sondelfingen) geboren. Er schloss sein Theologiestudium am 25. Februar 1635 mit dem Magistergrad ab. 1636 war er zunächst Pfarrer in Sondelfingen, betreute ab 1640 in den letzten Jahren des Dreißigjährigen Krieges gleichzeitig die beiden Nachbarpfarreien in Sondelfingen und Eningen. Letztere übernahm er nach dem Tod seines Vaters, zur Zeit amtierender Eninger Pfarrer, der 1641 an den Folgen eines Schlaganfalls starb, den er auf der Kanzel erlitten hatte. Offizieller Ortspfarrer von Eningen wurde er 1649 bis zu seinem Tode.
Am 6. Juni 1638 heiratete er in Reutlingen seine erste Frau Barbara Regine geborene Laubenberger, mit der er insgesamt 18 Kinder hatte, von denen vier Töchter und acht Söhne namentlich bekannt sind. Regine Barbara war die Schwester des Reutlinger Amtsbürgermeister Johann Philipp Laubenberger, der durch seine Hexeninquisition ab 1665 (vor allem gegen den Apotheker Heinrich Efferen) traurige Berühmtheit erlangte. Nach dem Tod von Regine Barbara († 1672 in Eningen) schloss Hegel 1674 eine zweite Ehe mit Agathe geborene Mögelin (* 1607 in Eningen), die aber bereits zwei Jahre später verstarb. Im Jahr 1678 trat er nochmals vor den Traualtar und ehelichte Margaretha geborene Grieninger. Die beiden letzten Ehen blieben kinderlos.

## Kinder
- Johann Philipp (1639–1680), Diakon in Münsingen 1660, in Reussen 1664, Pfarrer in Thamm 1669
- Johann Georg (1640–1712), Pfarrer in Glatten 1662, in Böhringen 1666, Stadtpfarrer in Münsingen 1675, in Winnenden 1684–1712, war 1650–1660 im Genusse der Stiftung (unklar, gemeint wahrscheinlich: der Tübinger Martinianer-Stiftung?).
- Christine Catharina (* 1642)
- Anna Magdalene (* 1645)
- Gabriel (1647–1682), Diakon in Freudenstadt 1676, Pfarrer in Oberlenningen 1680–1682
- Johann Friedrich (* 1648), Schreiner in Reutlingen
- Israel (* 1653), Chirurg in Esslingen
- Johannes (1654–1715), Ratsherr und Küfer in Reutlingen
- Georg Ludwig (1656–1720), Hessen-Darmstädtischer Staats-Cassier
- Maria Regina (* 1657), m. Dionysus Zöller 14. Nov. 1677 in Eßlingen
- Christof (* 1658), Med. Cand.
- Ursula Margarethe (* 1659)
- Christian (* 1663), Schreiner

## Wirken
Abgesehen von seiner pastoralen Tätigkeit kann Johann Georg Hegel als ein prägender Stammvater der Hegel-Linie gelten. Am 20. Oktober 1643 erhielt die Familie Hegel durch den katholischen Obervogt in Göppingen einen Wappenbrief verliehen, in dem neben Johann Georg auch 3 jüngere Brüder erwähnt werden. Seine Schwester Catharina (* 1613) heiratete Samuel Gmelin, der Pfarrer und Spezialsuperintendent zu Sulz und Herrenberg war.
Johann Georg vermachte vor seinem Tod ein Kapital von 800 Gulden der Martinschen Stiftung (Legat von 1680), um daraus Stipendien für seine Nachkommen an der Eberhard-Karls-Universität in Tübingen zu finanzieren.
Die Rechnung von 1680/1681 vermerkt dazu als Verwendungszweck:
„für seine tüchtig-würdigen darum ansuchenden Enkel dem Martinianer Stipendium zur Dankbarkeit für seine Söhne.“
Nach einem Gutachten der Tübinger juristischen Fakultät vom 19./20. April 1847 können alle direkten Nachkommen Johann Georgs in den Genuss des Stipendiums kommen. Sie werden dabei „in stirpes“ gerufen, das heißt nach der Reihenfolge der Abstammungslinien, wobei ältere Geschwister jeweils Vorrang vor jüngeren besitzen. Neun der Kinder waren verheiratet: Johann Philipp, Johann Georg, Christine Catharina, Anna Magdalena, Gabriel, Johann Friedrich, Johannes, Regine Marie, Ursula Margarethe. Sie begründeten damit jeweils eine im Prinzip anspruchsberechtigte Linie, wobei von Regine Marie und Gabriel keine leiblichen Nachkommen bekannt sind.
Diese Hegelsche Stiftung gehörte zu den finanzkräftigen Familienstiftungen der damaligen Zeit. Durch sein Wirken etablierte Johann Georg Hegel, Enkel eines angeblich aus Kärnten nach Großbottwar eingewanderten Kannengießers,  die Familie Hegel fest in der bürgerlichen Oberschicht Württembergs, der damals so genannten „Ehrbarkeit“.